# 금산인삼랜드휴게소
금산인삼랜드휴게소(錦山人蔘랜드休憩所, Geumsan Insam Land Service Area)는 충청남도 금산군 군북면 외부리, 금성면 대암리에 위치한 통영대전고속도로의 고속도로 휴게소이다. 양방향 모두 휴게소가 존재하며, 2011년 10월 31일부터 고속버스 환승이 가능해졌다. 개통 당시 명칭은 인삼랜드휴게소였으나, 2020년 9월 25일에 현재의 금산인삼랜드휴게소로 변경되었다.

## 개요
- 대지면적 43,936m2
- 건축면적 3,196m2
- 연면적 4,363m2

## 연혁
- 2000년 12월 22일 : 통영대전고속도로 대전 ~ 무주 구간 개통과 함께 인삼랜드휴게소로 영업 개시[1]
- 2011년 10월 31일 : 고속버스 환승휴게소로 업무 개시
- 2020년 9월 25일 : 금산인삼랜드휴게소로 변경[2]

## 시설물
- 종합안내소

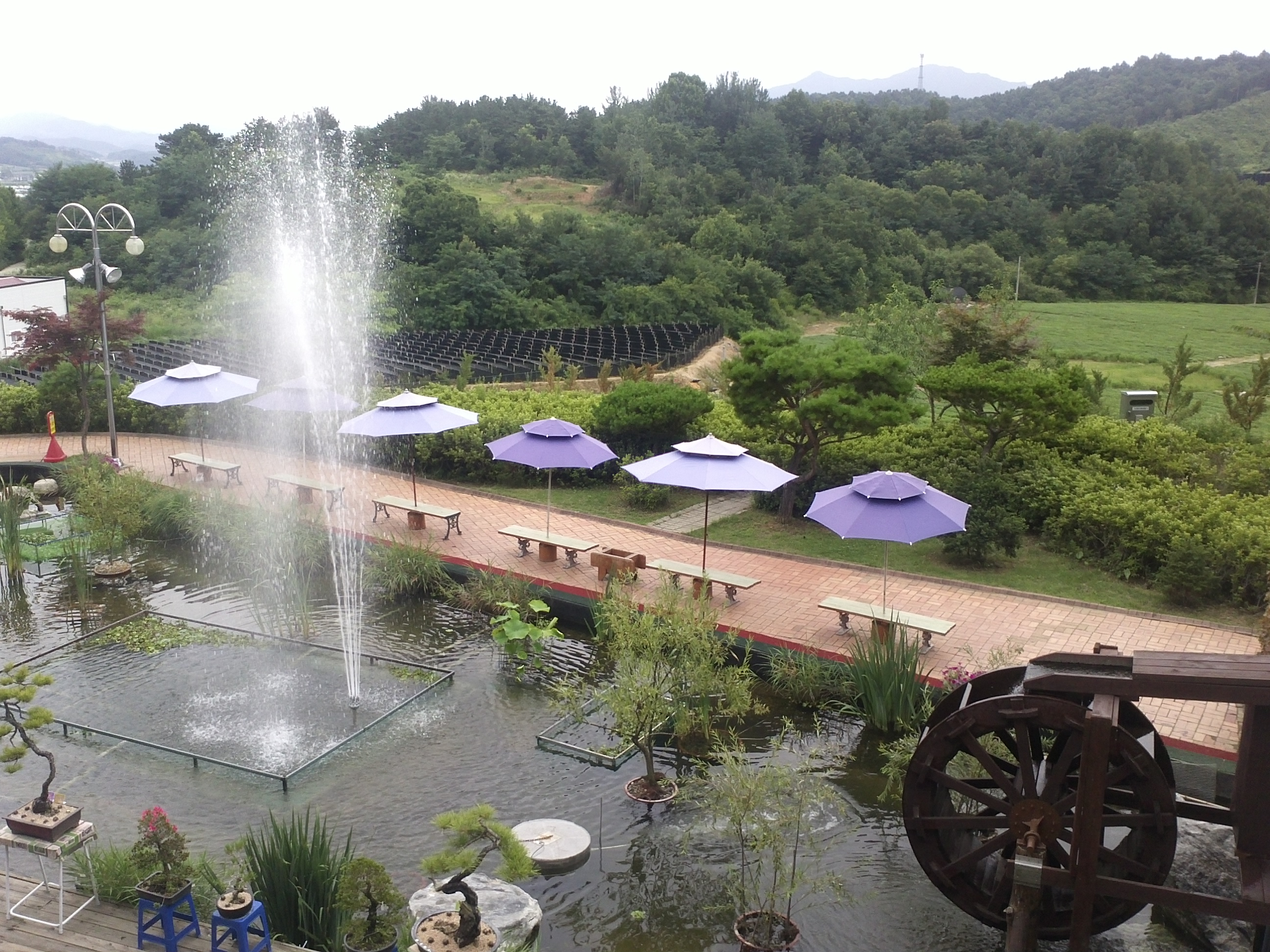
금산인삼랜드휴게소 휴식 공간 (통영방향)

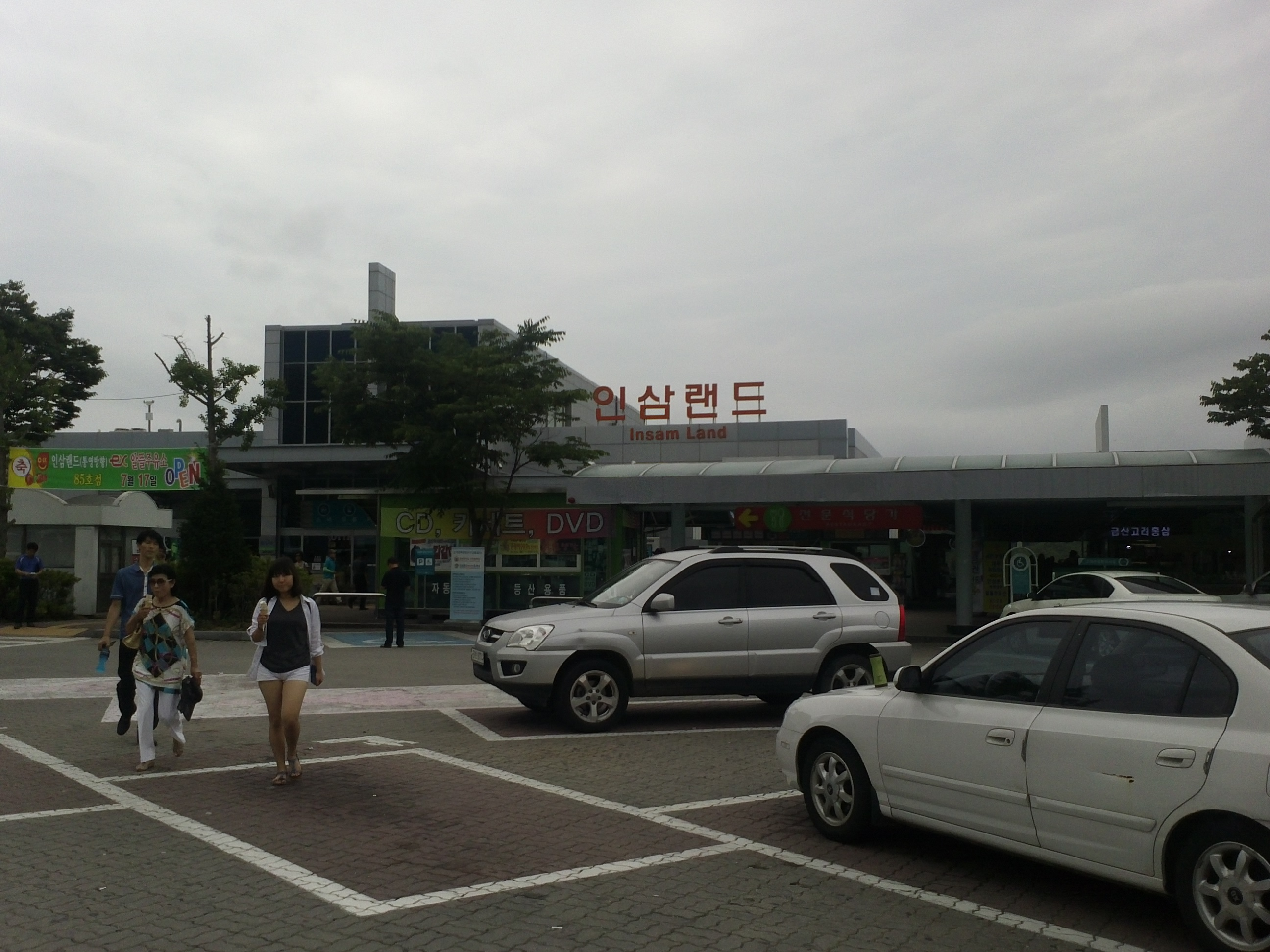
금산인삼랜드휴게소 플랫폼 (통영방향)

- 주유소, LPG 충전소 (상행 GS칼텍스, 하행 SK가스)
- 현금지급기 (나이스)

### 쇼핑
- 편의점
- 인삼 홍삼 전문판매점

### 식당
- 한식, 중식, 스낵, 커피전문점
- 인삼견학장 (하행)
- 대표음식 : 인삼가마솥비빔밥(통영방향), 인삼갈비탕(대전방향)

## 환승 구간
다음과 같이 총 11개 노선을 이용할 수 있다. 버스 터미널식으로 고속버스 환승 정차장이 설치되어 있다. 11개 고속버스 노선 중 전국고속버스운송사업조합 회원사들이 운행하는 8개 노선은 코버스 에서 예약이 가능하고, 회원사 외의 시외버스 회사에서 운행하는 3개 고속버스 노선은 버스터미널 에서 예약이 가능하다.

## 하남방향 환승정류장
하남방향 환승정류장은 휴게소 건물 왼쪽에 매표소 및 승차장이 있다. 고속버스 전산망상의 터미널 번호는 325이다.
| 운행 노선                     | 운행업체                                  | 운행구간           | 운행구간 | 운행구간 | 경유지   | 배차 간격 (분) | 시간표                                                                  |
| ----------------------------- | ----------------------------------------- | ------------------ | -------- | -------- | -------- | -------------- | ----------------------------------------------------------------------- |
| 금산인삼랜드휴게소 ↔ 서울경부 | 고려여객 동양고속 중앙고속 천일여객       | 금산인삼랜드휴게소 | ↔        | 서울경부 | 무정차   | 5~10           | 첫차:08:30(금산인삼랜드휴게소 기준) 막차:22:00(금산인삼랜드휴게소 기준) |
| 금산인삼랜드휴게소 ↔ 동서울   | 동양고속 중앙고속                         | 금산인삼랜드휴게소 | ↔        | 동서울   | 무정차   | 5회            | 09:00, 11:50, 14:20, 17:10, 19:50                                       |
| 금산인삼랜드휴게소 ↔ 서울남부 | 경원여객                                  | 금산인삼랜드휴게소 | ↔        | 서울남부 | 무정차   | 30~50          | 첫차:08:30(금산인삼랜드휴게소 기준) 막차:22:00(금산인삼랜드휴게소 기준) |
| 금산인삼랜드휴게소 ↔ 고양     | 동양고속 중앙고속                         | 금산인삼랜드휴게소 | ↔        | 고양     | 고양화정 | 4회            | 09:40, 13:10, 16:40, 20:10                                              |
| 금산인삼랜드휴게소 ↔ 부천     | 대원고속                                  | 금산인삼랜드휴게소 | ↔        | 부천     | 무정차   | 4회            | 10:10, 12:00, 17:00, 19:00                                              |
| 금산인삼랜드휴게소 ↔ 성남     | 고려여객 동양고속 금호속리산고속 중앙고속 | 금산인삼랜드휴게소 | ↔        | 성남     | 무정차   | 7회            | 09:20, 11:40, 12:45, 14:50, 17:20, 19:45, 20:20                         |
| 금산인삼랜드휴게소 ↔ 용인     | 중앙고속 동부익스프레스                   | 금산인삼랜드휴게소 | ↔        | 용인     | 신갈     | 5회            | 08:50, 11:50, 14:50, 17:50, 20:50                                       |
| 금산인삼랜드휴게소 ↔ 수원     | 동양고속                                  | 금산인삼랜드휴게소 | ↔        | 수원     | 무정차   | 13회 15회      | 첫차:08:30(금산인삼랜드휴게소 기준) 막차:21:10(금산인삼랜드휴게소 기준) |
| 금산인삼랜드휴게소 ↔ 인천     | 동양고속 중앙고속                         | 금산인삼랜드휴게소 | ↔        | 인천     | 무정차   | 7회            | 08:50, 10:50, 12:50, 14:20, 16:20, 18:20, 19:50                         |
| 금산인삼랜드휴게소 ↔ 대전     | 경원여객                                  | 금산인삼랜드휴게소 | ↔        | 대전     | 무정차   | 20             | 첫차:09:00(금산인삼랜드휴게소 기준) 막차:22:00(금산인삼랜드휴게소 기준) |

## 통영방향 환승정류장
통영방향 환승정류장은 휴게소 건물 왼쪽에 매표소 및 승차장이 위치하고 있다. 고속버스 전산망상의 터미널 번호는 324이다.
| 운행 노선                 | 운행업체                                           | 운행구간           | 운행구간 | 운행구간 | 경유지 | 배차 간격 (분) | 시간표                                                                  |
| ------------------------- | -------------------------------------------------- | ------------------ | -------- | -------- | ------ | -------------- | ----------------------------------------------------------------------- |
| 금산인삼랜드휴게소 ↔ 진주 | 금호고속 동양고속 중앙고속 동부익스프레스          | 금산인삼랜드휴게소 | ↔        | 진주     | 개양   | 5~15           | 첫차:08:15(금산인삼랜드휴게소 기준) 막차:20:40(금산인삼랜드휴게소 기준) |
| 금산인삼랜드휴게소 ↔ 통영 | 경원여객 고려여객 대원고속 금호속리산고속 천일여객 | 금산인삼랜드휴게소 | ↔        | 통영     | 무정차 | 10~50          | 첫차:09:20(금산인삼랜드휴게소 기준) 막차:21:40(금산인삼랜드휴게소 기준) |
| 금산인삼랜드휴게소 ↔ 고현 | 경원여객                                           | 금산인삼랜드휴게소 | ↔        | 고현     | 무정차 | 50             | 첫차:08:45(금산인삼랜드휴게소 기준) 막차:21:35(금산인삼랜드휴게소 기준) |